# جفرسون رودریگز گونزالوس
جفرسون رودریگز گونزالوس (به پرتغالی: Jéferson Rodrigues Gonçalves) هافبک اهل برزیل است که در شهر برازیلیا و در تاریخ ۱۵ ژوئیهٔ ۱۹۸۴ به دنیا آمده‌است.
جفرسون رودریگز گونزالوس در تیم‌های فوتبال Brasiliense سابقهٔ حضور دارد.